# Mura di Paganico
Le mura di Paganico costituiscono il sistema difensivo dell'omonimo borgo di origine medievale.

## Storia
Una prima cinta muraria fu eretta dai Senesi verso la metà del Duecento, a difesa del borgo franco fortificato di Paganico, che sorse in posizione strategica lungo la strada di collegamento tra Siena e Grosseto che costeggia il basso corso del fiume Ombrone.
Nel 1328, Castruccio Castracani e le sue truppe portarono un violento assedio al centro di Paganico, durante il quale sia il borgo che le primitive mura furono gravemente danneggiati. Negli anni successivi, precisamente tra il 1333 e il 1335, la cinta muraria fu completamente ricostruita su progetto dell'architetto Lando di Pietro, che introdusse i tipici elementi stilistici gotici dell'epoca.
La struttura difensiva resistette all'assedio di Paganico del 1555, riuscendo così a mantenere pressoché inalterato il proprio aspetto, che recenti restauri hanno riportato agli antichi splendori.

## Descrizione
Le mura di Paganico delimitano l'originario nucleo medievale del centro.
La cortina muraria difensiva si articola a perimetro quadrangolare, è costituita principalmente in blocchi di pietra e laterizio e comprende ancora quattro torri del periodo medievale, una su ogni lato, che in passato svolgevano funzioni di avvistamento.
Originariamente, le mura erano dotate anche di un camminamento di ronda lungo l'intero perimetro, e di quattro porte delle quali se ne conservano ancora tre. Tra esse, spiccano le due porte che si aprono lungo l'asse viario principale: la caratteristica Porta Senese, a nord-est, e la più semplice Porta Grossetana, a sud-ovest. La terza porta è Porta Gorella lungo il lato nord-occidentale, mentre il lato che guarda verso il fiume Ombrone è rimasto privo di porta e di gran parte del tratto di cinta muraria, a causa di una probabile esondazione avvenuta in epoche remote.

## Galleria d'immagini

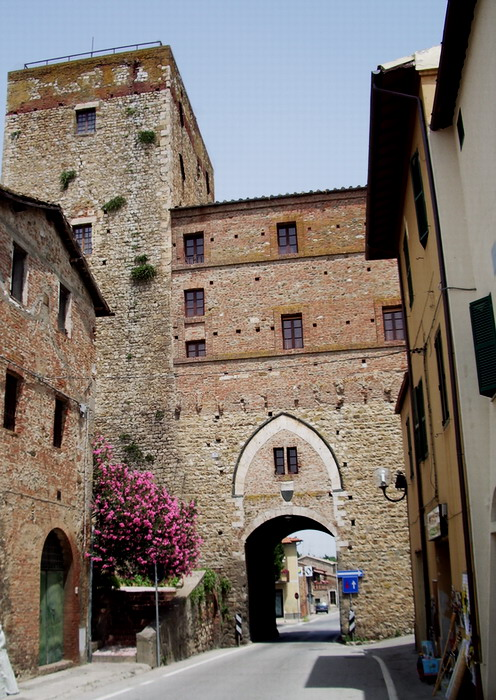
Il lato interno della Porta e del Cassero Senese
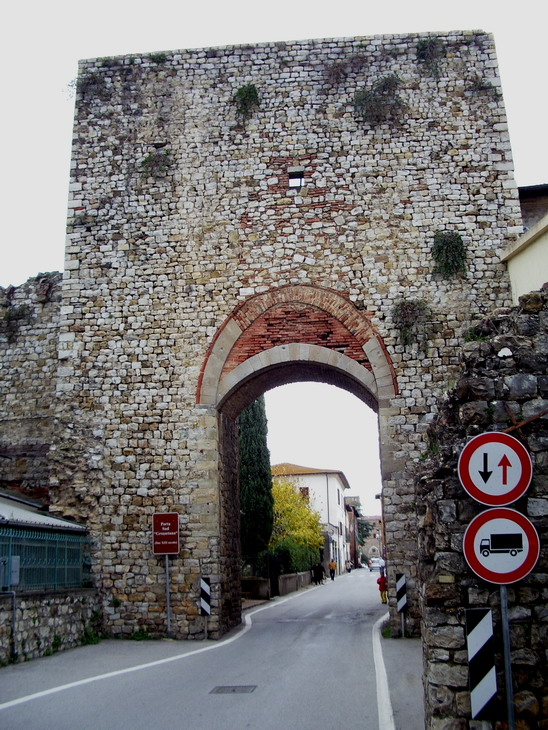
Il lato esterno della Porta Grossetana
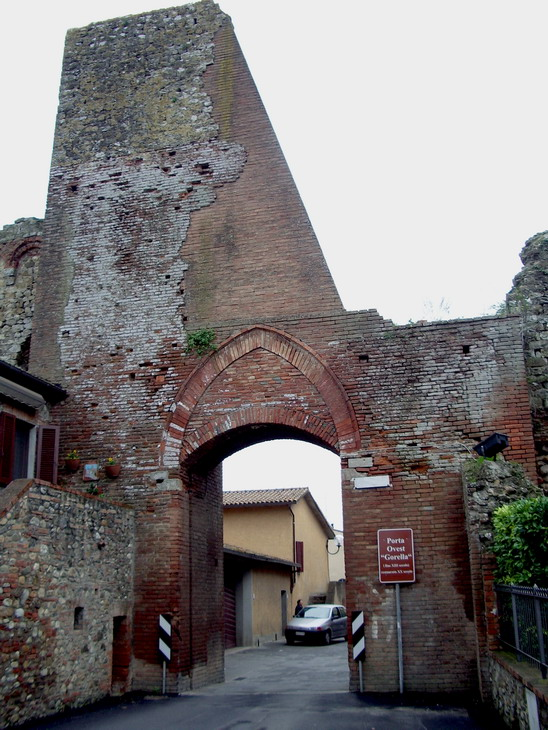
Il lato esterno della Porta Gorella